# Anees Bazmee
Anees Bazmee (ur. 1 listopada 1962 w Modasie) – indyjski reżyser i scenarzysta filmowy. Zaczynał od scenariuszy (nominowany do nagrody za Pobierzmy się). od 1995 roku reżyseruje filmy do własnych scenariuszy. Znany z filmu Miłość musiała nadejść (z Kajol i Ajay Devganem, Deewangee i komedii No Entry.

## Filmografia

### Reżyser
| Rok  | Film                   |
| ---- | ---------------------- |
| 1995 | Hulchul                |
| 1998 | Miłość musiała nadejść |
| 2002 | Deewangee              |
| 2005 | No Entry               |
| 2006 | Sandwich               |
| 2007 | Benaam                 |
| 2007 | Welcome                |
| 2008 | Król z przypadku       |
| 2011 | Dziękuję               |

### Scenarzysta
1. Hera Pheri 3 (2009)
2. Król z przypadku (2008)
3. Welcome (2007/I)
4. Benaam (2007)
5. Sandwich (2006)
6. No Entry (2005)
7. Pobierzmy się (2004)
8. Karz: The Burden of Truth (2002)
9. Deewangee (2002)
10. Karz: The Burden of Truth (2002)
11. Raju Chacha (2000)
12. Sirf Tum (1999)
13. Miłość musiała nadejść (1998)
14. Deewana Mastana (1997)
15. Prithvi (1997)
16. Sanam (1997)
17. Army (1996)
18. Gundaraj (1995)
19. Hulchul (1995)
20. Andolan (1995)
21. Mr. Azaad (1994)
22. Laadla (1994)
23. Raja Babu (1994)
24. Andaz (1994)
25. Police Wala (1993)
26. Aankhen (1993)
27. King Uncle (1993)
28. Apradhi (1992)
29. Aaj Ka Goonda Raaj (1992)
30. Bol Radha Bol (1992)
31. Yaad Rakhegi Duniya (1992)
32. Shola Aur Shabnam (1992)
33. Swarg (1990)
34. Hum Farishte Nahin (1988)